# Kościół św. Wawrzyńca w Gryfowie Śląskim
Kościół świętego Wawrzyńca – rzymskokatolicki kościół cmentarny należący do parafii św. Jadwigi Śląskiej w Gryfowie Śląskim.

## Historia
Świątynia została wzniesiona w 1560 roku. Po pożarze w 1603 roku została odbudowana przez burmistrza Mateusza Rothego. Po okresie reformacji, gdy kościół parafialny należał do protestantów świątynia została przekazana katolikom. 

## Architektura
Po przebudowach z 1605 i 1856 roku jest to obecnie jedynie skromna świątynia nakryta drewnianym stropem. Do kościoła wchodzi się od strony cmentarza. W ołtarzu jest umieszczony obraz z 1690 roku przedstawiający męczeństwo patrona świątyni. Przy ścianie zachodniej znajdują się pozostałości pomnika wybudowanego ku czci 63 Rosjan poległych w 1813 roku w czasie walk z Francuzami. W północną ścianę wmurowane są i luźno w pobliżu umieszczone nagrobki w stylach: manierystycznym, barokowym i rokokowym.

## Linki  zewnętrzne
- Kaplica cmentarna św. Wawrzyńca w Gryfowie Śląskim polska-org.pl